# Epinephelus howlandi
Epinephelus howlandi, tên thông thường là Blacksaddle grouper, là một loài cá biển thuộc chi Epinephelus trong họ Cá mú. Loài này được mô tả lần đầu tiên vào năm 1873.

## Phân bố và môi trường sống
E. howlandi có phạm vi phân bố rộng khắp Tây Thái Bình Dương. Loài này được tìm thấy ở quần đảo Ryukyu và quần đảo Ogasawara của Nhật Bản, về phía nam đến Palau, Papua New Guinea đến đông bắc Úc và các đảo ngoài khơi; phía đông trải rộng đến một số quần đảo thuộc 3 tiểu vùng: Melanesia, Micronesia, Polynesia. Những ghi nhận tại quần đảo Hoàng Sa, Indonesia và Pitcairn cần được xác nhận lại. Cá trưởng thành sống xung quanh các rạn san hô và các bãi đá ngầm ở độ sâu khoảng 37 m trở lại, đôi khi ở các khu vực cửa biển; cá con sống ở vùng nước nông hơn.

## Mô tả
E. howlandi trưởng thành có chiều dài cơ thể lớn nhất đo được là 45 cm. Thân thuôn dài, hình bầu dục. Cơ thể cá trưởng thành có màu xám nâu với rất nhiều chấm nâu phủ khắp đầu và thân, và trên cả các vây. Một đốm đen to bằng mắt ở ngay giữa lưng; 2 đốm còn lại nhỏ hơn, nằm ở rìa sau vây lưng và trên cuống đuôi. Đuôi bo tròn, có viền trắng.
Số gai ở vây lưng: 11; Số tia vây mềm ở vây lưng: 15 - 17; Số gai ở vây hậu môn: 3; Số tia vây mềm ở vây hậu môn: 8; Số tia vây mềm ở vây ngực: 17 - 19; Số vảy đường bên: 49 - 52.
Thức ăn của E. howlandi là các loài cá nhỏ hơn, động vật thân mềm và động vật giáp xác, hoặc thỉnh thoảng là giun biển. Chúng được đánh bắt trong nghề cá quy mô nhỏ, nhưng không phải là mục tiêu được đánh bắt vì chúng thường bị nhiễm độc.